# Juan José Oroz Ugalde
Juan José Oroz Ugalde (Pamplona, 11 de juliol de 1980) és un ciclista navarrès, que fou professional entre el 2006 i el final de la temporada del 2014. Bona part de la seva carrera esportiva la va fer a l'equip Euskaltel–Euskadi en què va actuar principalment com a gregari. El 7 de novembre de 2014 anuncià la seva retirada després de "molts anys de sacrifici i satisfacció". Poc després es feia públic que passava a formar part de l'estructura tècnica de l'equip aficionat Lizarte com a director esportiu.

## Palmarès
- 2002
  - Vencedor d'una etapa de la Volta a Salamanca
- 2003
  - 1r a Saragossa
  - 1r a Tolosa
- 2005
  - 1r al Campionat de Navarra elit
  - 1r a la Baiona-Pamplona
- 2014
  - Vencedor d'una etapa del Tour de Corea

### Resultats al Tour de França
- 2008. 103è de la classificació general
- 2009. 107è de la classificació general
- 2010. No surt (7a etapa)
- 2013. 78è de la classificació general

### Resultats al Giro d'Itàlia
- 2011. Abandona (15a etapa)
- 2012. 51è de la classificació general

### Resultats a la Volta a Espanya
- 2010. 56è de la classificació general
- 2011. 50è de la classificació general
- 2012. 50è de la classificació general